# Alfonso Quijano Olivares
Alfonso Quijano Olivares (San Javier, 31 de marzo de 1897-1953) fue un médico cirujano y político chileno, miembro del Partido Democrático. Se desempeñó como ministro de Salubridad Pública de su país, durante la denominada «República Socialista de Chile», presidida por Carlos Dávila, y luego en la seguida administración provisional del general Bartolomé Blanche entre junio y octubre de 1932.

## Familia y estudios
Nació en la comuna chilena de San Javier el 31 de marzo de 1897, hijo de Francisco Quijano y Jovita Olivares. Realizó sus estudios superiores en la Escuela de Medicina de la Universidad de Chile, titulándose como médico cirujano. Luego, cursó estudios de especialización en tuberculosis.
Se casó con Guadalupe Fernández Ceballos, con la que tuvo seis hijos: Luz, Juan José, Alfonso, Felipe, Paloma y Álvaro Quijano Fernández

## Vida pública
Se dedicó a ejercer su profesión libremente, y fue ayudante del afamado médico y profesor Ernesto Prado Tagle.
Militante del Partido Democrático, durante la presidencia provisional del socialista Carlos Dávila Espinoza, el 16 de junio de 1932, fue nombrado como titular del Ministerio de Salubridad Pública; se mantuvo en ejercicio de esas funciones en la seguida administración provisional del general Bartolomé Blanche, la cual finalizó el 2 de octubre de ese año. Por otra parte, en las elecciones parlamentarias del 30 de octubre, se postuló como candidato a diputado por el 3° distrito de Santiago, sin resultar electo.
Más adelante, entre 1933 y 1938, colaboró con el presidente Arturo Alessandri en su segunda administración.
Falleció en 1953.